# Sromotnikowate
Sromotnikowate (Phallaceae Corda) – rodzina grzybów znajdująca się w rzędzie sromotnikowców (Phallales).

## Charakterystyka
Grzyby o owocnikach mięsistych przez cały okres rozwoju. Początkowo owocnik jest kulisty, później jego osłona pęka. Dojrzały owocnik składa się z pochwy i trzonu z główką. U większości gatunków zarodniki rozsiewane są przez owady.

## Systematyka
Rodzina Phallaceae jest zaliczana według CABI databases do rzędu sromotnikowców (Phallales) i należą do niej rodzaje:
- Abrachium Baseia & T.S. Cabral 2012
- Aporophallus Möller 1895
- Aserocybe Lév. 1855
- Aseroë Labill. 1800 – cuszka
- Blumenavia Möller 1895
- Calvarula Zeller 1939
- Clathrus P. Micheli ex L. 1753 – okratek
- Colus Cavalier & Séchier 1835 – przęślik
- Endoclathrus B. Liu, Yin H. Liu & Z.J. Gu 2000
- Endophallus M. Zang & R.H. Petersen 1989
- Ileodictyon Tul. & C. Tul. 1844 – kraciak
- Itajahya Möller 1895
- Kobayasia S. Imai & A. Kawam. 1958
- Laternea Turpin 1822
- Ligiella J.A. Sáenz 1980
- Lysurus Fr. 1823 – chwostek
- Mutinus Fr. 1849 – mądziak
- Neolysurus O.K. Mill., Ovrebo & Burk 1991
- Phallus Junius ex L. 1753 – sromotnik
- Protuberella S. Imai & A. Kawam. 1958
- Pseudoclathrus B. Liu & Y.S. Bau 1980
- Pseudocolus Lloyd 1907 – przęślikowiec
- Staheliomyces E. Fisch. 1921
- Staurophallus Mont. 1845
- Stephanophallus MacOwan 1880
- Xylophallus (Schltdl.) E. Fisch. 1933[3].

Polskie nazwy na podstawie pracy Władysława Wojewody z 2003 r.